# Crni trokut (NLO)
Crni trokut, jedna od vrsta viđenih i prijavljenih NLO-a, kojeg karakterizira trokutasti oblik ili oblik slova delta, a pojavljuje se kao tamni objekt sa svijetlima na rubovima trokutastog oblika. Najviše prijavljenih slučajeva NLO-a u obliku crnog trokuta pristiže iz Sjeverne Amerike i Europe. Očevici u svojim iskazima navode kako su te navodne letjelice tamne, sa svjetlima na rubovima stranica trokuta, pojavljuju se noću i nečujno lete preko gradova i autocesta. Opisuju ih kao letjelice trokutastog oblika ili oblika boomeranga i mogu letjeti veoma sporo, lebdjeti u zraku ili letjeti veoma brzo. Kada ih se primjeti, vidljivo je da zaklanjaju dio neba na području trokutastog dijela letjelice, a svjedočenja tvrde da se najčešće radi o prilično velikim letjelicama. Zanimljivo je da su ih zamijećivali i radari.
U novije doba, jedno od prvih pojavljivanja "crnih trokuta" dogodilo se 1989. godine u Belgiji, gdje je na tisuće ljudi svjedočilo pojavi takvih letjelica u rasponu od nekoliko godina. Sljedeći poznati događaj koji svjedoči o pojavi crnih trokutastih letjelica odvio se 1997. godine u Arizoni, tijekom NLO incidenta poznatog pod nazivom Svjetla iznad Phoenixa. Prema informacijama, taj tamni leteći objekt vidjelo je oko 700 očevidaca.
Jedno od ponuđenih objašnjenja za događanje viđenja tamnih NLO-a trokutastog oblika je letenje helikoptera u formaciji, ali pojedinci odbacuju takvo tumačenje, budući da većina iskaza svjedoka spominje da su letjelica jako tihe, gotovo nečujne, dok helikopteri proizvode zvukove pri letu.